# Sindrome infiammatoria da immunoricostituzione
La sindrome infiammatoria da immunoricostituzione (IRIS da immune reconstitution inflammatory syndrome) è una malattia di recente identificazione e crescente importanza, che colpisce alcuni pazienti affetti da AIDS trattati con terapia antiretrovirale ad elevata efficacia (HAART: Highly Active Anti-Retroviral Therapy). Più nello specifico la IRIS consiste in una presentazione atipica o marcatamente infiammatoria di un'infezione opportunistica o di un tumore, non dovuta agli effetti collaterali della HAART e tale da svilupparsi dopo l'inizio, la reintroduzione o la modifica della HAART in pazienti HIV+ capaci di rispondere alla terapia con un significativo calo della carica virale.

## Epidemiologia e storia
La IRIS colpisce il 15-25% dei pazienti affetti da AIDS in cura con una terapia HAART (introdotta nel 1996 nel mondo occidentale) e in genere insorge dopo 3 mesi dall'inizio del trattamento. Manca ancora un consenso univoco sulle modalità di trattamento HAART più efficaci nel prevenire lo sviluppo di IRIS e sulla natura dei fattori di rischio significativamente associati a questa patologia. Tuttavia la maggior parte degli studi sembra focalizzare l'attenzione su tre principali fattori predisponenti:
- l'utilizzo di BPI (Boosted Protease Inhibitors) nel contesto della HAART. Per regime BPI si intende l'uso di dosi di rafforzamento di farmaci inibitori della proteasi finalizzate a migliorarne la farmacocinetica.
- una bassa conta di linfociti CD4+ all'inizio della terapia
- drastici cali della concentrazione di HIV-RNA nel sangue del paziente dopo l'inizio della terapia.

## Patogenesi
La sintomatologia infiammatoria è la diretta conseguenza dell'attivazione del sistema immunitario contro numerose strutture dell'organismo. I principali fattori patogenetici responsabili di questo fenomeno sono:
- il parziale ripristino della funzionalità del sistema immunitario (compromessa dal virus HIV nella storia naturale dell'AIDS) in seguito all'introduzione di un'efficace terapia antiretrovirale
- la diffusione incontrollata di antigeni derivati da microrganismi patogeni nel periodo immediatamente antecedente.

Poiché alcune patologie non sono dovute tanto ad un'attività istolesiva diretta degli agenti patogeni quanto all'azione del sistema immunitario è facilmente intuibile come nel soggetto HIV+ e immunodepresso (cioè in AIDS conclamata), spesso infettato da patogeni opportunisti poco invasivi, alcune infezioni possano assumere caratteri di disseminazione estremamente rilevanti pur senza presentare un quadro sintomatologico proporzionato all'entità della diffusione del patogeno. Alcune infezioni opportunistiche possono addirittura rimanere asintomatiche e quindi non trattate precocemente fino all'insorgenza della IRIS; in altri casi, sebbene venga impostato un trattamento adeguato per l'infezione opportunistica in corso, si può comunque avere una diffusione significativa di antigeni derivati da microrganismi morti. Le condizioni che dunque favoriscono la diffusione degli antigeni patogeni nell'organismo sono:
- una bassa conta di linfociti CD4+: manca il coordinamento della risposta immune necessaria per distruggere il patogeno o quantomeno per limitarne l'espansione
- un'alta carica virale: riduce la funzionalità del sistema monocitico-macrofagico, principale effettore delle risposte di controllo e clearance dei patogeni opportunisti.
- il mancato trattamento di un'infezione opportunistica (ad es. perché asintomatica).

Nel momento in cui il sistema immunitario recupera (in parte) la sua funzionalità ed è quindi nuovamente in grado di fronteggiare le numerose infezioni opportunistiche e non, che determinano rapidamente la morte dei soggetti non trattati con terapia HAART, esso si trova anche stimolato a rispondere contro una miriade di antigeni non-self disseminati in numerose regioni dell'organismo (tra cui numerosi tessuti nobili). Si sviluppa così un'intensa reazione infiammatoria altamente istolesiva ed eventualmente fatale se non trattata. Il principale fattore coinvolto nello sviluppo di un'intensa risposta immunitaria sembra essere il drastico calo della concentrazione di HIV-RNA nel sangue del paziente ed il conseguente aumento dell'attività monocitaria. Il raggiungimento di alte conte di CD4+ sembra invece poco influente sulla capacità di risposta del sistema immunitario (a differenza di quanto avviene per una bassa conta di CD4+ iniziale), probabilmente perché i CD4 non sono gli effettori ultimi della risposta immune (che in questo caso sembra dipendere fortemente dai macrofagi) e poiché non necessariamente la terapia HAART consente il recupero di CD4 qualitativamente adeguati a fronteggiare le specifiche infezioni presenti in un dato soggetto HIV+.
Il principale fattore coinvolto nella patogenesi della IRIS e nella valutazione della prognosi e del trattamento rimane quindi la diffusione di antigeni esogeni in più aree dell'organismo. Se tale diffusione si mantiene al di sotto di una certa soglia il sistema immunitario riuscirà a determinare la clearance del patogeno senza provocare danni tissutali eccessivamente gravi. Se invece questa soglia viene superata il soggetto HIV+ sarà irrimediabilmente stretto nella “tenaglia patogenetica” costituita dal danno immuno-mediato e dal progredire dell'infezione opportunistica, favorita quest'ultima dall'inibizione della risposta immune, che si rende necessaria per contrastare la IRIS.

## Trattamento
Poiché si tratta di una patologia infiammatoria il trattamento consiste nella somministrazione di farmaci cortisonici (metilprednisolone). Tuttavia l'attività immunodepressiva di tali farmaci aggrava evidentemente lo stato di immunodeficienza del paziente e le eventuali infezioni opportunistiche in corso. D'altra parte trattamenti eccessivamente blandi o poco prolungati nel tempo non consentono la risoluzione del danno tissutale esteso che caratterizza la IRIS.